# EJOT
Die Ejot Holding SE & Co. KG (Eigenschreibweise: EJOT) ist eine deutsche Unternehmensgruppe für Verbindungstechnik, der Lösungen für die Verbindungstechnik in der Automobil- und Zulieferindustrie, in der Elektro- bzw. Elektronikindustrie und Befestigungslösungen für das Baugewerbe entwickelt und produziert. Der Hauptsitz befindet sich in Bad Berleburg im Wittgensteiner Land.

## Geschichte
Die Wurzeln des Unternehmens Ejot gehen auf eine 1922 von Adolf Böhl in Berghausen bei Bad Berleburg (Wittgenstein) gegründete Produktionsstätte für Nägel zurück. 1938 erfolgte die Eintragung in das Handelsregister als Schraubenfabrik. Nach dem Tod von Adolf Böhl im Jahr 1960 übernahm sein Neffe Hans Werner Kocherscheidt den Betrieb. Im Jahr 1965 erwarb dieser die Schraubenfabrik Eberhard Jaeger in Laasphe und führte beide Unternehmen zusammen. Von 1984 an firmierte das neue Unternehmen unter Ejot (abgeleitet aus den ausgesprochenen Initialen Eberhard Jaeger).
1971 wurde die Fertigung in Bad Berleburg durch eine Kunststoffproduktion ergänzt. Neben Spritzgussteilen werden auch technisch Verbindungselemente in der Kombination Kunststoff/Metall hergestellt. Gegen Ende der 1970er-Jahre wurde das Angebot um Elemente zur Befestigung von Isolierelementen zur Wärmedämmung im Hausbau erweitert und Ejot entwickelte eine selbstfurchende Schraube für thermoplastische Kunststoffe.
1984 wurde das Ejot-Logo für alle bis dahin existierenden Firmennamen eingeführt. Im gleichen Jahr wurde aus einem zuvor übernommenen Unternehmen heraus die Ejot Baubefestigungen GmbH mit Sitz in Bad Laasphe mit einem weiteren Fertigungsstandort gegründet. Ejot expandierte in Europa mit den ersten Vertriebsniederlassungen in Großbritannien, Norwegen und Frankreich. 1993 übernahm EJOT das Schraubenwerk Tambach GmbH in Tambach-Dietharz, Thüringen. Daneben wurde das Unternehmen seit 1985 durch Auslandsgesellschaften und Niederlassungen in Skandinavien, Europa, Russland, den USA, den Vereinigten Arabischen Emiraten, Mexiko und China erweitert.
Anfang der 2000er Jahre erfolgten die Gründungen der ersten asiatischen Produktionsstätte EJOT Fastening Systems in Taicang, China, sowie des Joint Ventures EJOTATF in Mexiko. Seit 2007 liefert EJOT Schrauben für das New Safe Confinement, den „Sarkophag“ für den havarierten Block des Kernkraftwerks Tschernobyl. Im Jahr 2008 eröffnete EJOT ein neues Logistikzentrum in Bad Laasphe mit bis zu 7500 Palettenplätzen. 2015 wurden die Logistikkapazitäten erneut erweitert und ein neues Logistikzentrum der EJOT-Industriesparten am Standort Bad Berleburg eröffnet.

## Unternehmensstruktur
EJOT unterhält 40 Gesellschaften in 33 verschiedenen Ländern. Der Hauptsitz der Gruppe befindet sich in Bad Berleburg im Kreis Siegen-Wittgenstein. In der Region ist EJOT mit eigenen Produktionsstätten in Bad Berleburg auch in Bad Laasphe vertreten und betreibt darüber hinaus einige Vertriebsbüros in Deutschland. Auch in Europa unterhält das Unternehmen zahlreiche Vertriebsgesellschaften und -büros sowie weitere Produktionsstätten.